# جبل الدبابيس
جبل الدبابيس هو أحد الجبال الموجدة في قرية قريوت، يطل الجبل على سهل القرية ويوجد به الكثير من البساتين التي تحتوي على أشجار اللوزيات والزيتون وكروم العنب كما يحتوي على الكثير من الأعشاب الطبية المعالجة لكثير من الأمرض. يتوج قمة جبل الدبابيس الصخور البارزة كالدبابيس وبها سمي الجبل ويعد من أشهر الجبال في النطقة فهو من ضمن سلسلة جبال نابلس ويقع بالقرب من جبل عين عينا أحد أعلى جبال الضفة الغربية.
في الآونة الخيرة أخذ العمران يغزو الجبل وأصبح فيه الكثير من المباني، أهمها مسجد الدبابيس أكبر مساجد قريوت.